# 572 هـ
572 هـ هي سنة في التقويم الهجري امتدت مقابلةً في التقويم الميلادي بين سنتي 1176 و1177.

## مواليد
- علي بن المقرب العيوني
- محمد الفقيه اليونيني

## وفيات
- كمال الدين الشهرزوري
- نجم الدين ألبي
- إبراهيم بن همشك